# Manantial

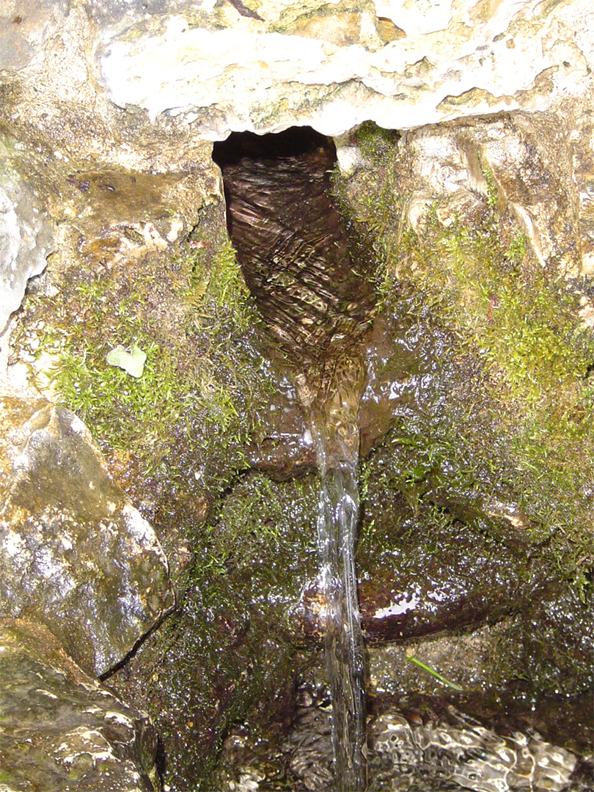
Una naciente natural en la isla Mackinac en Míchigan, Estados Unidos.

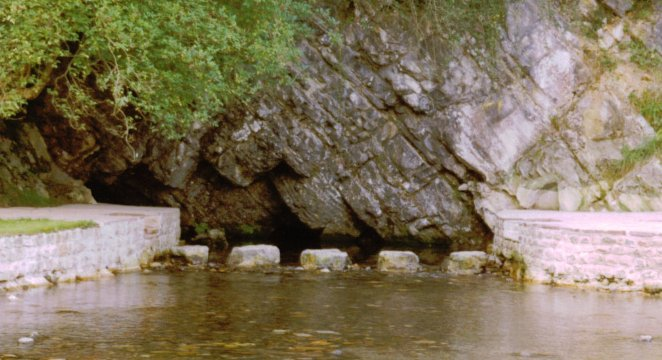
La Fuentona de Ruente (Cantabria, España). Surgencia natural intermitente.

Un manantial, venero, naciente o surgencia es un punto de salida natural de agua subterránea que fluye hacia la parte superior de la corteza terrestre.
Puede ser permanente o temporal. Se origina en la filtración de agua, de lluvia o de nieve, que penetra en un área y emerge en otra de menor altitud. Generalmente los manantiales van ligados a la presencia de niveles impermeables en el subsuelo, que impiden que el agua se siga infiltrando y la obligan a salir a la superficie. Estas surgencias suelen ser abundantes. Los cursos subterráneos a veces se calientan por el contacto con rocas ígneas y afloran como aguas termales.
Dependiendo de la frecuencia del origen (caída de lluvia o nieve derretida que infiltra la tierra), un manantial o naciente puede ser efímero (intermitente), perenne (continuo) o artesiano. Los pozos artesianos son manantiales artificiales, provocados por el hombre mediante una perforación a gran profundidad y en la que la presión del agua es tal que la hace emerger en la superficie.
Cuando el agua aflora a la tierra, puede formar un estanque o arroyo. Las aguas termales, así como los géiseres, también son manantiales.

## Clasificación
Normalmente se clasifican los manantiales o nacientes por el volumen de agua que descargan. Los más grandes son de «primera magnitud», definidos como tales cuando descargan agua a una velocidad de 2800 litros por segundo, por lo menos. La escala es la siguiente:
- Primera Magnitud- > 2800 ℓ/s
- Segunda Magnitud– 280 a 2800 l/s (10 a 100 pies³/s)
- Tercera Magnitud– 28 a 280 l/s (1 a 10 pies³/s)
- Cuarta Magnitud- 6,3 a 28 l/s (100 galones EE. UU./min a 1 pie³/s o 448 galones [EE. UU.]/min)
- Quinta Magnitud- 0.63 a 6.3 l/s (10 a 100 galones/min)
- Sexta Magnitud- 63 a 630 ml/s (1 a 10 galones/min)
- Séptima Magnitud- 8 a 63 ml/s (1 pinta a 1 galones/min)
- Octava Magnitud- Menos de 8 ml/s (1 pinta/min)
- Magnitud cero– No fluye (ex sitios/naciente histórico)

## Aguas minerales
Los minerales se disuelven en el agua a su paso por zonas subterráneas. Esto le brinda sabor al agua y hasta burbujas de dióxido de carbono, dependiendo de la naturaleza geológica del terreno. Por ello, el agua del manantial o naciente (spring water) se vende como agua mineral, aunque frecuentemente el término se aplica por motivos publicitarios. Los manantiales que contienen cantidades significativas de minerales son denominados, a veces, «nacientes de minerales». A aquellos que contienen grandes cantidades de sales de sodio disueltas, mayormente carbonato sódico, se les llama «nacientes de soda».

## Mitología

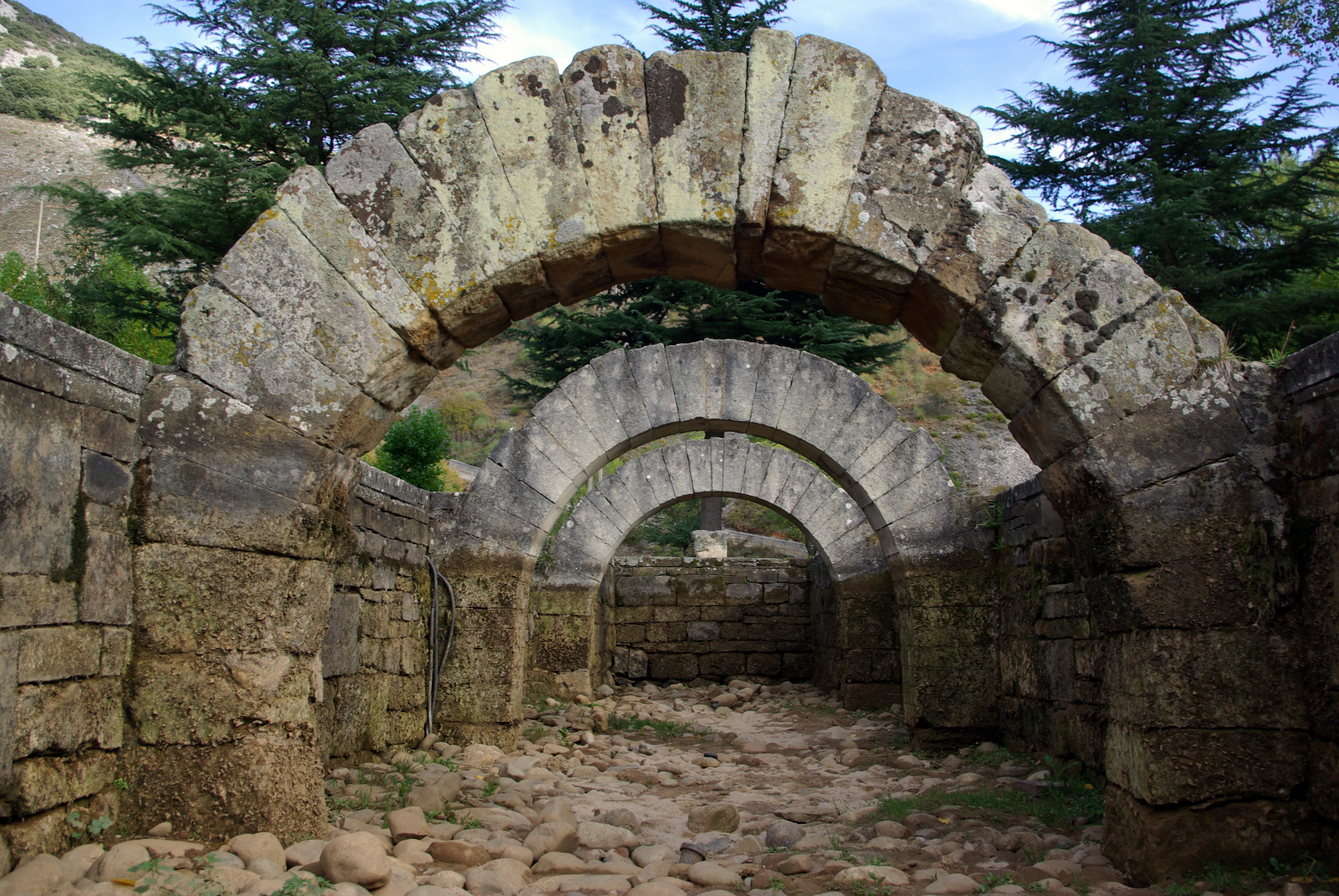
Las Fuentes Tamáricas en fase seca, en Velilla del Río Carrión (Palencia, España). Plinio el Viejo señala en el su peculiaridad de manar y dejar de hacerlo sin explicación alguna, siendo sus intermitencias consideradas como mal augurio en esta época.

Los antiguos griegos y romanos rendían culto a las fuentes naturales, las cuales generalmente eran consagradas a un dios o a una diosa. El famoso manantial de las termas romanas de Bath, en el sudoeste de Gran Bretaña, fue consagrado por los romanos a Minerva, diosa de la sabiduría y de la guerra. Las fuentes ornamentales, en las ciudades de los siglos XVII a comienzos del XX, solían evocar ese carácter sagrado de los manantiales mediante formaciones escultóricas que representaban a las antiguas deidades del agua.

## Las fuentes en la cultura
Metafóricamente, manantiales y fuentes se han considerado en sentido figurado origen de algo: «Esa idea fue el manantial de distintas doctrinas»,